# Scipione Barbò Soncino
Scipione Barbò Soncino, noto anche come Scipione Barbuò (fl. XVI secolo), è stato un giurista, biografo e storico italiano.

## Biografia
Attivo a Padova, è noto per le biografie dei Duchi di Milano, Sommario delle vite de' duchi di Milano (Venezia, 8vo, 1574; fol. 1584), che furono illustrate con le incisioni di Girolamo Porro.

## Opere
- Sommario delle vite de' duchi di Milano, Venezia, Girolamo Porro, 1574.
- Sommario delle vite de' duchi di Milano (Gli Sforza), Milano, Libreria Milanese, 2001.